# Listen Up! The Official 2010 FIFA World Cup Album
Listen Up! The Official 2010 FIFA World Cup Album é um álbum lançado em colaboração por diversos artistas, africanos e internacionais, como o álbum oficial da Copa do Mundo FIFA 2010. Foi lançado em 31 de maio de 2010.

## Faixas
| Versão padrão internacioanl |                                                                  |                                                                       |         |  |
| N.º                         | Título                                                           | Artista(s)                                                            | Duração |  |
| 1.                          | "Sign of a Victory" (hino oficial da Copa 2010)                  | R. Kelly feat. Soweto Spiritual Singers                               | 4:13    |  |
| 2.                          | "Waka Waka (This Time for Africa)" (canção oficial da Copa 2010) | Shakira feat. Freshlyground                                           | 3:22    |  |
| 3.                          | "Viva Africa"                                                    | Nneka                                                                 | 3:32    |  |
| 4.                          | "One Day"                                                        | Matisyahu feat. Nameless                                              | 3:27    |  |
| 5.                          | "Shosholoza 2010"                                                | Ternielle Nelson, Jason Hartman, UJU, Louise Carver, Aya & Deep Level | 3:42    |  |
| 6.                          | "Ke Nako"                                                        | J pre, Wyclef Jean, Jazmine Sullivan, B. Howard                       | 4:04    |  |
| 7.                          | "Move On Up"                                                     | Angélique Kidjo e John Legend                                         | 3:07    |  |
| 8.                          | "Spirit of Freedom"                                              | Uju and Judy Bailey                                                   | 3:53    |  |
| 9.                          | "Game On" (The Official 2010 FIFA World Cup Mascot Song)         | Pitbull, TKZee e Dario G                                              | 3:19    |  |
| 10.                         | "Maware Maware"                                                  | Misia feat. M2J + Francis Jocky                                       | 3:40    |  |
| 11.                         | "As Máscaras" (South Africa '10 to Brasil' 14)                   | Claudia Leitte e Lira                                                 | 3:11    |  |
| 12.                         | "Hope"                                                           | Siphiwo feat. Nelson Mandela                                          | 3:50    |  |
| 13.                         | "No. 1"                                                          | 2AM                                                                   | 3:19    |  |